# Шкварилюк Володимир Васильович
Володи́мир Васи́льович Шкварилю́к (нар. 9 липня 1974, с. Петрів, Івано-Франківська область) — український політик та економіст. Народний депутат України. Член партії «Народний фронт», Секретар Комітету Верховної Ради з питань бюджету.

## Освіта
У 1992 р. закінчив Львівський технікум банківської справи, економіст, «Облік в кредитних установах». У 1997 р. закінчив Тернопільську академію народного господарства, Інститут банківського бізнесу, економіст, «Облік і аудит».

## Кар'єра
Листопад 1992 — січень 1994 рр. — оператор комп'ютерного набору сектора обліково-операційної роботи операційного відділу дирекції Акціонерного комерційного агропромбанку «Україна», м. Івано-Франківськ.
Січень 1994 — квітень 1994 рр. — старший економіст комерційного відділу філії комерційного банку «АвтоЗАЗбанк», м. Івано-Франківськ.
Квітень 1994 — січень 1996 рр. — начальник комерційного відділу філії комерційного банку «АвтоЗАЗбанк», м. Івано-Франківськ.
Квітень 1997 — лютий 2006 рр. — керуючий Івано-Франківською філією комерційного банку «Фінанси та кредит», м. Івано-Франківськ.
Березень 2006 — квітень 2010 рр. — заступник голови Івано-Франківської обласної державної адміністрації, м. Івано-Франківськ.
З травня 2010 р. — радник голови правління ПАТ «Банк „Фінанси та кредит“».
З 2010 р. — депутат Івано-Франківської обласної ради, обраний за партійними списками політичної партії «Фронт Змін», голова фракції «Фронт Змін», голова постійної депутатської комісії з питань бюджету фінансів податків та інвестицій.
Грудень 2012 — жовтень 2014 рр. — народний депутат України VII скликання, обраний від партії Всеукраїнське об'єднання «Батьківщина», № 54. Секретар Комітету Верховної Ради з питань бюджету.
З листопад 2014 — народний депутат України VIII скликання, обраний від партії «НАРОДНИЙ ФРОНТ». Секретар Комітету Верховної Ради з питань бюджету.
Був членом партії «Фронт Змін», очолював Івано-Франківську обласну організацію. На даний час є членом Політичної партії «Народний фронт», очолює Івано-Франківську обласну організацію.
Кандидат у народні депутати від партії «Українська Стратегія Гройсмана» на парламентських виборах 2019 року, № 12 у списку.

## Парламентська діяльність
- Був одним з 59 депутатів, що підписали подання, на підставі якого Конституційний суд України скасував статтю Кримінального колексу України про незаконне збагачення, що зобов'язувала держслужбовців давати пояснення про джерела їх доходів і доходів членів їх сімей. Кримінальну відповідальність за незаконне збагачення в Україні запровадили у 2015 році. Це було однією з вимог ЄС на виконання Плану дій з візової лібералізації, а також одним із зобов'язань України перед МВФ, закріпленим меморандумом[4].

- 12 квітня  2019 разом з став одним з ініціаторів проєкту закону про внесення зміни до статті 87 Бюджетного кодексу України щодо фінансування забезпечення окремих програм та закладів охорони здоров'я, який пропонує, щоб зміни програми «гроші за пацієнтом» не зачипали медзаклади Державного управління справами та Національної академії медичних наук — щоб вони і надалі фінансувалася за окремою статтею видатків бюджету й надавали медичні послуги лише для певній категорії громадян.[5]

## Сім'я
Дружина Олександра Василівна. Діти Марта, Арсен, Захар, Юстина.

## Нагороди
У грудні 2009 року отримав звання «Заслужений економіст України».